# サウリクティス
サウリクティス(学名：Saurichthys)またはサウリクチス は中生代の条鰭類の魚のひとつ。
属名は「トカゲ魚」の意。世界各地で産出しており、ヨーロッパ（オーストリア、ベルギー、フランス、ドイツ、グリーンランド、ハンガリー、イタリア、ルクセンブルク、ノルウェー、ポーランド、スロバキア、スロベニア、スペイン、スイス、イギリス）、アジア（中国、インド、イスラエル、パキスタン、サウジアラビア、トルコ）、アフリカ（南アフリカ、マダガスカル）、北米（アメリカ合衆国、カナダ）、オーストラリア、ロシアから知られる。

## 特徴
全長約1m。長い吻を持ち、吻部は頭部全体の50%以上を占める。頭骨の表面は粗い。胸鰭と腹鰭は小型で、背鰭は身体の後方にある。鱗は長方形で、側縁に対して斜行的に並ぶ。
開放水域で生活する上位の捕食者で、水草や川底に潜伏して獲物を待ち伏せし、突進して捕えたと考えられる。
消化管は多くのねじれが見られ、表面積を増加させる効果があり効率のよい栄養吸収が行えたと考えられる。
卵胎生で、体内に胚を持つ標本とゴノポディウム（交接器）と解釈される腹鰭の構造によって支持される。

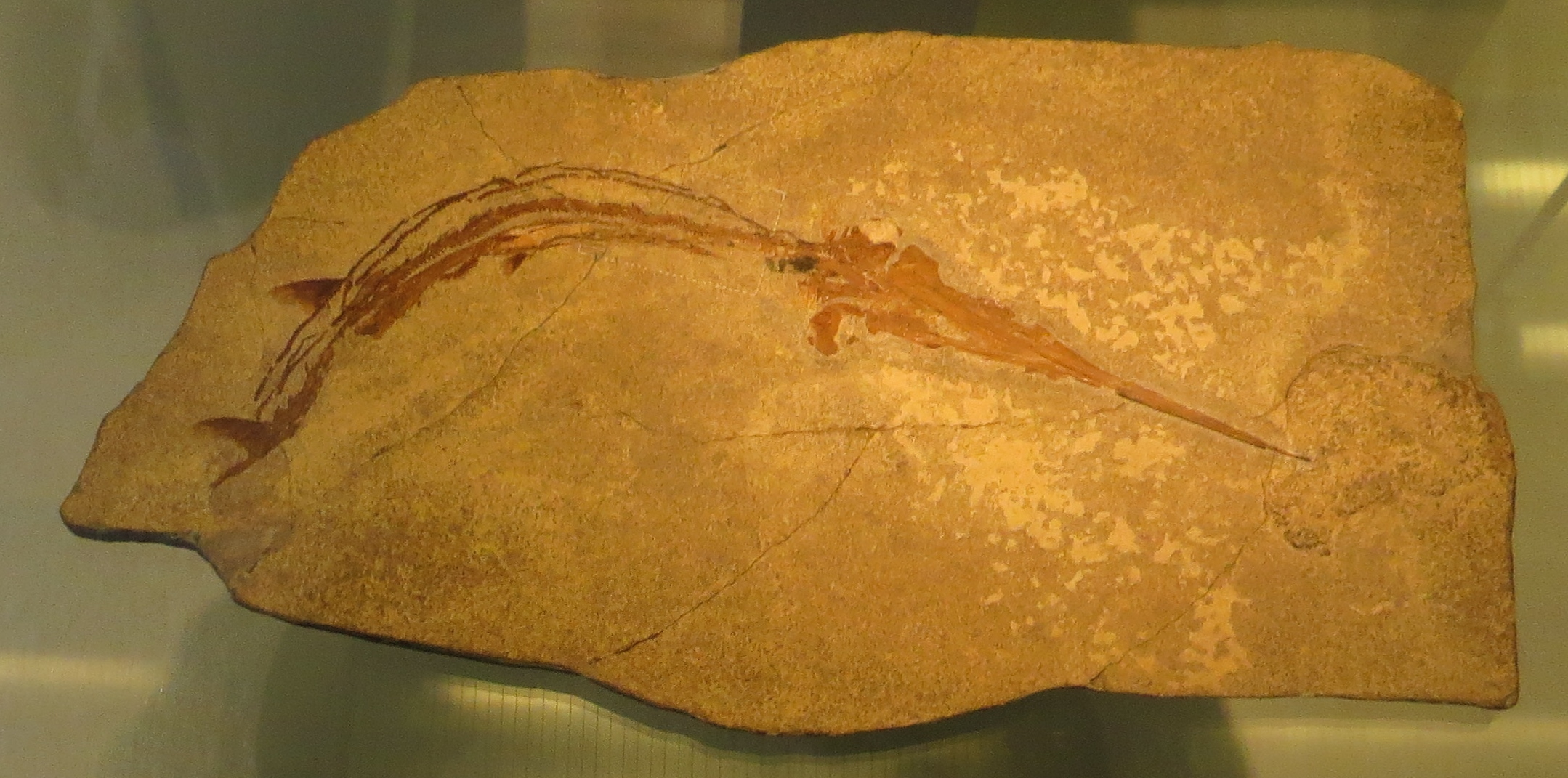
体内に胚を持つ標本

## 分類
現生の魚類ではチョウザメに近いという説があるが、頭骨内部の形態では支持されていない。